# Tunísia nos Jogos Olímpicos
A Tunisia participou pela primeira vez dos Jogos Olímpicos em  1960, e enviou atletas para competirem em todos os Jogos Olímpicos de Verão desde então, exceto quando participaram do boicote aos Jogos Olímpicos de Verão de 1980. A Tunísia nunca participou de Jogos Olímpicos de Inverno.
Atletas da Tunísia já ganharam 10 medalhas olímpicas, cinco no Atletismo sendo que quatro medalhas foram conquistadas pelo grande corredor de longa distância Mohammed Gammoudi, três na Natação e duas no Boxe.
O Comitê Olímpico Nacional da Tunísia foi criado em 1957.

## Medalhistas
| Medalha | Nome                    | Jogos                 | Esporte   | Evento                               |
| ------- | ----------------------- | --------------------- | --------- | ------------------------------------ |
|         | Mohammed Gammoudi       | 1964 Tóquio           | Atletismo | 10000m masculino                     |
|         | Habib Galhia            | 1964 Tóquio           | Boxe      | Peso meio-médio ligeiro              |
|         | Mohammed Gammoudi       | 1968 Cidade do México | Atletismo | 5000m masculino                      |
|         | Mohammed Gammoudi       | 1968 Cidade do México | Atletismo | 10000m masculino                     |
|         | Mohammed Gammoudi       | 1972 Munique          | Atletismo | 5000m masculino                      |
|         | Fethi Missaoui          | 1996 Atlanta          | Boxe      | Peso meio-médio ligeiro              |
|         | Oussama Mellouli        | 2008 Pequim           | Natação   | 1500m livre masculino                |
|         | Habiba Ghribi           | Londres 2012          | Atletismo | 3000m com obstáculos feminino        |
|         | Oussama Mellouli        | Londres 2012          | Natação   | Maratona masculina de 10 quilômetros |
|         | Oussama Mellouli        | Londres 2012          | Natação   | 1500m livre masculino                |
|         | Inès Boubakri           | Rio de Janeiro 2016   | Esgrima   | Florete individual feminino          |
|         | Marwa Amri              | Rio de Janeiro 2016   | Lutas     | Livre até 58 kg feminino             |
|         | Oussama Oueslati        | Rio de Janeiro 2016   | Taekwondo | Até 80 kg masculino                  |
|         | Ahmed Hafnaoui          | Tóquio 2020           | Natação   | 400m livre masculino                 |
|         | Mohamed Khalil Jendoubi | Tóquio 2020           | Taekwondo | Até 58 kg masculino                  |
|         | Firas Katoussi          | Paris 2024            | Taekwondo | Até 80 kg masculino                  |
|         | Farès Ferjani           | Paris 2024            | Esgrima   | Sabre individual masculino           |
|         | Mohamed Khalil Jendoubi | Paris 2024            | Taekwondo | Até 58 kg masculino                  |

## Quadros de medalhas

### Medalhas por Jogos de Verão
| Edição                | Atletas      | Medalha de ouro | Medalha de prata | Medalha de bronze | Total de medalhas | Pos. |
| --------------------- | ------------ | --------------- | ---------------- | ----------------- | ----------------- | ---- |
| 1960 Roma             | 42           | 0               | 0                | 0                 | 0                 | —    |
| 1964 Tóquio           | 9            | 0               | 1                | 1                 | 2                 | 29   |
| 1968 Cidade do México | 7            | 1               | 0                | 1                 | 2                 | 28   |
| 1972 Munique          | 35           | 0               | 1                | 0                 | 1                 | 33   |
| 1976 Montreal         | 15           | 0               | 0                | 0                 | 0                 | —    |
| 1980 Moscou           | Não competiu | Não competiu    | Não competiu     | Não competiu      | Não competiu      | —    |
| 1984 Los Angeles      | 23           | 0               | 0                | 0                 | 0                 | —    |
| 1988 Seul             | 41           | 0               | 0                | 0                 | 0                 | —    |
| 1992 Barcelona        | 13           | 0               | 0                | 0                 | 0                 | —    |
| 1996 Atlanta          | 51           | 0               | 0                | 1                 | 1                 | 71   |
| 2000 Sydney           | 47           | 0               | 0                | 0                 | 0                 | —    |
| 2004 Atenas           | 54           | 0               | 0                | 0                 | 0                 | —    |
| 2008 Pequim           | 28           | 1               | 0                | 0                 | 1                 | 52   |
| 2012 Londres          | 83           | 2               | 0                | 1                 | 3                 | 35   |
| 2016 Rio de Janeiro   | 61           | 0               | 0                | 3                 | 3                 | 75   |
| 2020 Tóquio           | 63           | 1               | 1                | 0                 | 2                 | 58   |
| 2024 Paris            | 26           | 1               | 1                | 1                 | 3                 | 52   |
| 2028 Los Angeles      |              |                 |                  |                   |                   | —    |
| 2032 Brisbane         |              |                 |                  |                   |                   | -    |
| Total                 | Total        | 6               | 4                | 8                 | 18                | 70   |

### Medalhas por modalidade
| Pos.  | Modalidade | Medalha de ouro | Medalha de prata | Medalha de bronze | Total de medalhas | Pos. geral |
| ----- | ---------- | --------------- | ---------------- | ----------------- | ----------------- | ---------- |
| 1     | Natação    | 3               | 0                | 1                 | 4                 | 22         |
| 2     | Atletismo  | 2               | 2                | 1                 | 5                 | 52         |
| 3     | Taekwondo  | 1               | 1                | 2                 | 4                 | 19         |
| 4     | Esgrima    | 0               | 1                | 1                 | 2                 | 30         |
| 5     | Boxe       | 0               | 0                | 2                 | 2                 | 69         |
| 6     | Lutas      | 0               | 0                | 1                 | 1                 | 65         |
| Total | Total      | 6               | 4                | 8                 | 18                | 70         |